# Conselho Mundial de Boxe
O Conselho Mundial de Boxe, denotado CMB (em inglês: World Boxing Council, denotado WBC), foi inicialmente criado por onze países: Estados Unidos, Argentina, Reino Unido, França, México, Filipinas, Panamá, Chile, Peru, Venezuela e Brasil, mais Porto Rico, reunidos na Cidade do México em 14 de fevereiro de 1963, por convite do então presidente do México, Adolfo López Mateos, para formar uma organização internacional de boxe que realizaria a unidade de todas as comissões do mundo para controlar a expansão do esporte.
O WBC é uma das quatro maiores organizações reconhecidas pelo IBHOF que sancionam os campeonatos mundiais de boxe, ao lado da Federação Internacional de Boxe, da Associação Mundial de Boxe e da Organização Mundial de Boxe.

## Atuais campeões do CMB
| Peso          | Campeão           | Desde                   | Ref.        |
| ------------- | ----------------- | ----------------------- | ----------- |
| Peso-mínimo   | Melvin Jerusalem  | 7 de outubro de 2023    | [ 3 ] [ 4 ] |
| Mosca-ligeiro | Panya Pradabsri   | 26 de dezembro de 2024  | [ 3 ] [ 4 ] |
| Peso-mosca    | Kenshiro Teraji   | 13 de outubro de 2024   | [ 3 ] [ 4 ] |
| Supermosca    | Jesse Rodríguez   | 29 de junho de 2024     | [ 3 ] [ 4 ] |
| Peso-galo     | Junto Nakatani    | 24 de fevereiro de 2024 | [ 3 ] [ 4 ] |
| Supergalo     | Naoya Inoue       | 25 de julho de 2023     | [ 3 ] [ 4 ] |
| Peso-pena     | Stephen Fulton    | 1 de fevereiro de 2025  | [ 3 ] [ 4 ] |
| Superpena     | O'Shaquie Foster  | 2 de novembro de 2024   | [ 3 ] [ 4 ] |
| Peso-leve     | Shakur Stevenson  | 16 de novembro de 2023  | [ 3 ] [ 4 ] |
| Superleve     | Alberto Puello    | 24 de junho de 2024     | [ 3 ] [ 4 ] |
| Meio-médio    | Mario Barrios     | 18 de junho de 2024     | [ 3 ] [ 4 ] |
| Médio-ligeiro | Sebastian Fundora | 30 de março de 2024     | [ 3 ] [ 4 ] |
| Peso-médio    | Carlos Adames     | 7 de maio de 2024       | [ 3 ] [ 4 ] |
| Supermédio    | Canelo Álvarez    | 19 de dezembro de 2020  | [ 3 ] [ 4 ] |
| Meio-pesado   | Dmitry Bivol      | 22 de fevereiro de 2025 | [ 3 ] [ 4 ] |
| Cruzador      | Badou Jack        | 11 de dezembro de 2024  | [ 3 ] [ 4 ] |
| Bridger       | Kevin Lerena      | 8 de outubro de 2024    | [ 3 ] [ 4 ] |
| Peso-pesado   | Oleksandr Usyk    | 18 de maio de 2024      | [ 3 ] [ 4 ] |

## WBC - Continental Boxing Federations / CMB - Federações Continentais de Boxe
| Sigla    | Nome em inglês                       | Nome em português                          | Ref.        |
| -------- | ------------------------------------ | ------------------------------------------ | ----------- |
| ABCO     | Asian Boxing Council                 | Conselho Asiático de Boxe                  | [ 5 ] [ 6 ] |
| ABU      | African Boxing Union                 | União Africana de Boxe                     | [ 5 ] [ 6 ] |
| BBBofC   | British Boxing Board of Control      | Conselho de Controle Britânico de Boxe     | [ 5 ] [ 6 ] |
| CISBB    | CIS and Slovenian Boxing Bureau      | CIS e Agência Eslovena de Boxe             | [ 5 ] [ 6 ] |
| EBU      | European Boxing Union                | União Europeia de Boxe                     | [ 5 ] [ 6 ] |
| FECARBOX | Central American Boxing Federation   | Federação Centro-Americana de Boxe         | [ 5 ] [ 6 ] |
| FECONSUR | South Continent Boxing Federation    | Federação do Continente Sul                | [ 5 ] [ 6 ] |
| NABF     | North America Boxing Federation      | Federação de Boxe da América do Norte      | [ 5 ] [ 6 ] |
| OPBF     | Orient and Pacific Boxing Federation | Federação de Boxe do Oriente e do Pacífico | [ 5 ] [ 6 ] |

## Presidentes
|    | Nome                       | Nacionalidade | Período       | Ref.        |
| -- | -------------------------- | ------------- | ------------- | ----------- |
| 1. | Luis Spota                 | México        | 1963–1968     | [ 7 ] [ 8 ] |
| 2. | Justiniano Montano Jr.     | Filipinas     | 1968–1971     | [ 7 ] [ 8 ] |
| 3. | Ramón G. Velázquez         | México        | 1971–1975     | [ 7 ] [ 8 ] |
| 4. | José Sulaimán Chagnón      | México        | 1975–2014     | [ 7 ] [ 8 ] |
| 5. | Mauricio Sulaimán Saldívar | México        | 2014–Presente | [ 7 ] [ 8 ] |